# Tripetalocera ferruginea
Tripetalocera ferruginea is een rechtvleugelig insect uit de familie doornsprinkhanen (Tetrigidae). De wetenschappelijke naam van deze soort is voor het eerst geldig gepubliceerd in 1834 door Westwood.